# Psychobeat
Psychobeat è il secondo album dei Delta V, uscito nell'autunno del 1999. Per questo disco il gruppo si affida alla voce di Lu Heredia. Ospiti sono Angela Baraldi (che duetta con Lu in Silenzi), Mao e Garbo.

## Tracce
1. Il primo giorno del mondo
2. Non sei solo tu
3. Marta ha fatto un sogno
4. Silenzi (con Angela Baraldi)
5. Sul filo
6. La mia cosa (con Mao)
7. Nel mare
8. Le cose che vorrei
9. Milla Sensi
10. Quanti anni hai? (con Garbo)

## Promo
- Sul filo (Luglio 1999)
- Il primo giorno del mondo (Novembre 1999)
- Marta ha fatto un sogno (Marzo 2000)

## Crediti
- Testi e musica di Bertotti-Ferri tranne:
  - Silenzi (Bertotti-Baraldi-Ferri)
  - La mia cosa (Bertotti-Gurlino)
  - Le cose che vorrei (Bertotti-Ferri-Marsano)
  - Quanti anni hai? (Abate)
- Luana Heredia: voce
- Carlo Bertotti: tastiere, synth, voce, pianoforte, programmazione, trombone
- Flavio Ferri: samples, chitarra elettrica, ganja, filtri, rumori
- Angela Baraldi: voce
- Mao: voce
- Garbo: voce
- Phil Palmer: chitarra acustica
- Ru Catania: chitarra elettrica
- Gianluca Grazioli: batteria
- Paolo Gozzetti: programmazione
- Chicco Gussoni: chitarra acustica
- Gianluca Gaiba: chitarra elettrica
- Prodotto da: Roberto Vernetti (1,2,5,9), Paolo Gozzetti (3,4), Maurizio Liguori (6,7,8), Straker & Foster (10)
- Arrangiamenti: Carlo Bertotti per Straker & Foster
- Registrato e mixato a Londra, Milano, Modena e Bologna

## Recensioni
- Gufetto.it[collegamento interrotto].
- Rockit.it[collegamento interrotto].
- Rockol.it[collegamento interrotto].
- Rockstar.it[collegamento interrotto].